# Erzberg
Erzberg je hora ve Štýrsku v Rakousku. Jedná se o významné naleziště železné rudy. Současná výška hory je 1 466 metrů nad mořem, před začátkem těžby to bylo 1 532 metrů nad mořem.
Každoročně se v činném povrchovém dole a jeho blízkém okolí pořádá Erzbergrodeo – závod na terénních motocyklech v disciplíně enduro.